# Torre de telecomunicaciones de Mannheim
La Torre de telecomunicaciones de Mannheim es una torre de telecomunicaciones de 217,8 m de alto en Mannheim, Alemania. Construida entre 1973 y 1975, fue diseñada por los arquitectos Heinle, Wischer & Partner. Contiene instalaciones de transmisión para UHR servicios radiofónicos, comunicaciones de microonda, y omnidirectional servicios radiofónicos. Tiene una plataforma de observación y un restaurante rotativo a una altura de 120 metros y permite tener una buena vista panorámica de la ciudad y su área circundante.
En diciembre de 1994 helicóptero del ejército alemán que regresaba del traslado de un paciente, chocó contra la parte superior de la torre y cayó. La tripulación (cuatro personas) murió instantáneamente. Partes de la antena también cayeron sin ocasionar pérdidas humanas.

## Galería de imágenes

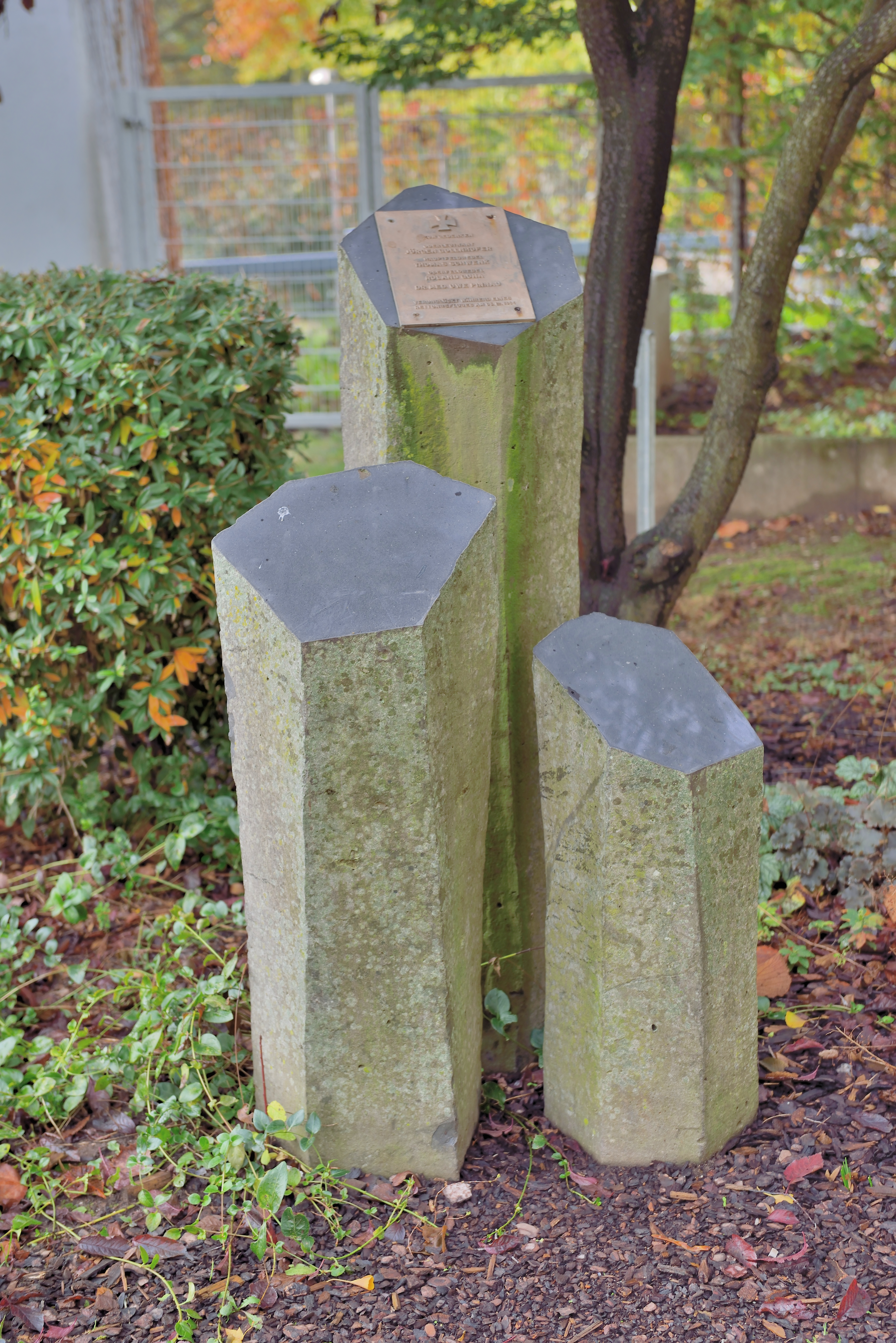
Conmemorativo de la desgracia de 05.12.1994
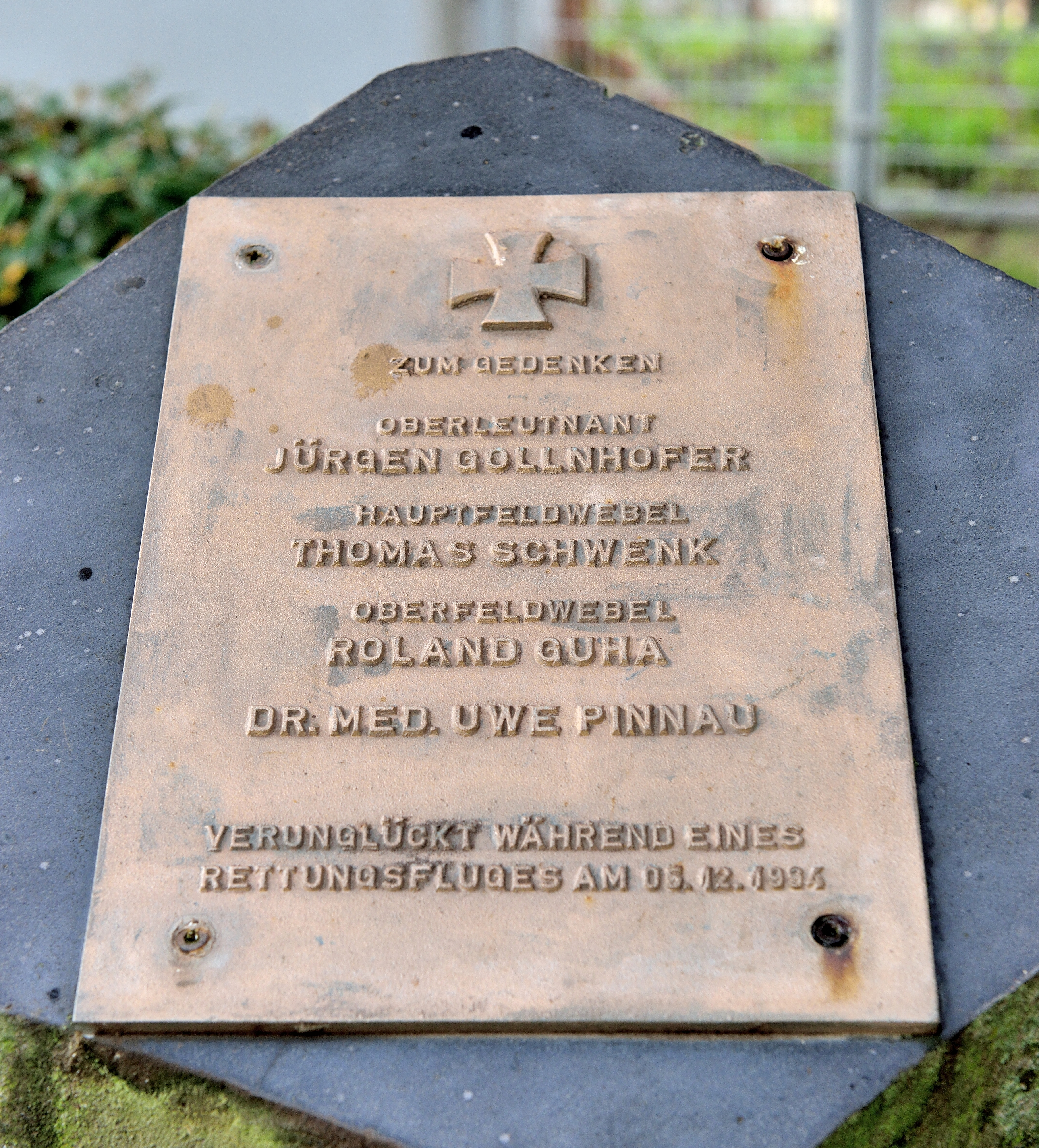
Conmemorativo la desgracia del 05.12.1994